# Championnats de France de gymnastique 2013
Navigation
Nantes 2012 Édition suivante
Les championnats de France Élite & Junior (GAM/GAF/GR) et Espoir & Avenir (GR) se sont tenus les 23 et 24 mars 2013 à Mulhouse. À l'issue de cette compétition, un titre de champion de France est décerné aux meilleurs gymnastes des concours généraux ainsi que des concours par agrès.

## Podiums Élite

### Gymnastique artistiques masculines
| Épreuves                    | Or               | Argent                   | Bronze               |
| --------------------------- | ---------------- | ------------------------ | -------------------- |
| Concours général individuel | Arnaud Willig    | Guillaume Augugliaro     | Jim Zona             |
| Sol                         | Jim Zona         | Mathias Philippe         | Gaël da Silva        |
| Cheval d'arçons             | Cyril Tommasone  | Hamilton Sabot           | Cyril Vieu           |
| Anneaux                     | Samir Aït Saïd   | Danny Pinheiro Rodrigues | Arnaud Willig        |
| Saut                        | Julien Gobaux    | Kévin Antoniotti         | Gaël da Silva        |
| Barres parallèles           | Kévin Antoniotti | Hamilton Sabot           | Arnaud Willig        |
| Barre fixe                  | Arnaud Willig    | Hamilton Sabot           | Guillaume Augugliaro |

### Gymnastique artistiques féminines
| Épreuves                    | Or                | Argent            | Bronze           |
| --------------------------- | ----------------- | ----------------- | ---------------- |
| Concours général individuel | Valentine Sabatou | Mira Boumejmajen  | Maelys Plessis   |
| Saut                        | Emeline Magniant  | Gaëlle Gourtay    | Manon Cormorèche |
| Barres asymétriques         | Louise Vanhille   | Laura Longueville | Loan His         |
| Poutre                      | Mira Boumejmajen  | Claire Martin     | Louise Pilla     |
| Sol                         | Claire Martin     | Loan His          | Grace Charpy     |

### Gymnastique rythmique
| Épreuves                    | Or                  | Argent           | Bronze          |
| --------------------------- | ------------------- | ---------------- | --------------- |
| Concours général individuel | Kséniya Moustafaeva | Lucille Chalopin | Ambre Chaboud   |
| Corde                       |                     |                  |                 |
| Cerceau                     | Kséniya Moustafaeva | Lucille Chalopin | Gillian Léopold |
| Ballon                      | Kséniya Moustafaeva | Lucille Chalopin | Gillian Léopold |
| Massues                     | Kséniya Moustafaeva | Lucille Chalopin | Ambre Chaboud   |
| Ruban                       | Kséniya Moustafaeva | Ambre Chaboud    | Gillian Léopold |